# Mordechaj Olmert
Mordechaj Olmert (hebrejsky: מרדכי אולמרט, žil 16. ledna 1908 – 30. března 1998) byl izraelský politik a poslanec Knesetu za stranu Cherut.

## Biografie
Narodil se ve městě Buguruslan v tehdejší Ruské říši (dnes Rusko). V Rusku absolvoval střední školu. V roce 1919 se jeho rodina přestěhovala do Charbinu v Číně, kde pak absolvoval technickou školu. V letech 1931–1933 učil ruštinu na čínské střední škole ve městě Šuan. V roce 1933 přesídlil do dnešního Izraele. V letech 1933–1939 působil jako zemědělský dělník. Byl jedním ze zakladatelů vesnice Tel Cur (dnes součást města Even Jehuda) a roku 1946 zakládal čtvrť Žabotinsky ve městě Binjamina. Jeho synem je Ehud Olmert, později rovněž politik, člen Knesetu a premiér Izraele.

## Politická dráha
Roku 1928 patřil mezi zakladatele židovského mládežnického hnutí Bejtar v Charbinu. Za hnutí Bejtar byl vyslán jako člen zemědělské přípravné skupiny do Nizozemska. Po přesídlení do dnešního Izraele se zapojil do aktivit Bejtaru ve městě Chadera. V roce 1949 byl vyslán do Číny jako emisar fondu na podporu Irgunu. V letech 1949–1953 předsedal osidlovacímu odboru hnutí Cherut.
V izraelském parlamentu zasedl poprvé po volbách v roce 1955, do nichž šel za Cherut. Byl členem výboru práce a výboru pro ekonomické záležitosti. Předsedal podvýboru pro firmu Dead Sea Works. Za Cherut uspěl i ve volbách v roce 1959. Zastával post člena výboru pro vzdělávání a kulturu, výboru pro záležitosti vnitra a výboru pro ekonomické záležitosti. Nadále byl předsedou podvýboru pro Dead Sea Works. Ve volbách v roce 1961 mandát neobhájil. Do roku 1965 zasedal v ústředním výboru Cherutu, pak z funkcí v této straně rezignoval a v roce 1969 vstoupil do strany ha-Merkaz ha-chofši. Roku 1975 se podílel na založení strany La'am.